# Humiliati
Humiliati (em latim: Ordo Humiliatorum; em italiano:  Umiliati), abreviada O.Hum, era uma ordem italiana de homens criada no século XII e suprimida por uma bula papal em 1571. Uma ordem feminina relacionada continuou a existir até o século XX.

## Origem
A origem dos humiliati é obscura. Segundo alguns cronistas, alguns nobres da Lombardia aprisionados pelo imperador Henrique V (r. 1111-1125) após uma revolta foram levados exilados para a Alemanha, onde sofrerem num penoso exílio. Depois de um tempo, estes nobres assumiram para si vestes penitenciais de cor cinza e se entregaram a obras de caridade e à mortificação, o que fez com que o imperador, depois de receber seus juramentos de lealdade, permitisse que eles voltassem para a Lombardia.
Nesta época eles eram geralmente chamados de "Barettini" ("os de boina") por causa dos chapéus que usavam. O conhecimento que eles adquiriram sobre a manufatura do linho permitiu que eles introduzissem na Itália novos métodos, o que deu um forte impulso à indústria da região: além de emprego para os mais pobres, eles podiam distribuir seus ganhos aos mais necessitados.
Ao retornarem para casa, em 1134, os humiliati tiveram contato com São Bernardo e, por conselho dele, muitos deles, com a aprovação de suas esposas, se retiraram para um mosteiro fundado em Milão. Apesar das tentativas de São Bernardo, porém, eles não adotaram uma regra fixa. Conta-se que o nome do grupo seria uma referência às suas roupas simples, que eram de uma única cor, ao contrário da moda na época.

## Consolidação
Alguns anos mais tarde, depois de serem aconselhados por São João de Meda (m. 1159), os humiliati adotaram a Regra de São Bento, adaptando-a às suas necessidades. Contudo, detalhes sobre esta reforma são pouco confiáveis e a "Acta Sanctorum" (vii.320) de São João não tem suporte em evidências da época.
A "Chronicon anonymi Laudunensis Canonici" afirma que, em 1178, um grupo de lombardos foi a Roma com a intenção de obter a aprovação papal para o modo de vida que eles haviam espontaneamente adotado. Apesar de continuarem a viver em suas próprias casas com suas famílias, eles desejavam levar uma existência mais piedosa, abandonando juramentos e litígios, contentando-se com vestes modestas. O papa aprovou que eles vivessem em humildade e pureza, mas proibiu que eles realizassem encontros ou pregassem em público. O cronista acrescenta que eles desobedeceram e, por isso, foram excomungados. Um dos detalhes neste reporte é que a aprovação foi dada pelo papa Inocêncio III por volta de 1201 e também por muitos de seus sucessores.
| “ | Naquela época havia alguns cidadãos das cidades lombardas que viviam em casa com suas famílias e que escolheram uma forma única de vida religiosa, evitando mentir, jurar e processos judiciais, se satisfaziam com roupas simples e defendiam a fé católica. Eles foram até o papa e pediram-lhe que ele confirmasse seu modo de vida. Isto o papa lhes concedeu desde que eles fizessem todas as coisas humilde e decentemente, mas ele expressamente os proibiu de realizarem reuniões privadas ou que tivessem a presunção de pregarem em público. Contudo, desprezando o comando apostólico, eles se tornaram desobedientes, motivo pelo qual foram excomungados. Eles se auto-denominavam humiliati, pois não usavam roupas coloridas e se restringiam a vestes simples. | ” |
|   | — "Chronicon anonymi Laudunensis Canonici". |   |

Inocêncio III aprovou uma regra para o ramo leigo como uma ordem terceira que lembra a "Regula de poenitentia" dos franciscanos. É possível ainda que os humiliati tenham sido utilizados como forma de atrair os valdenses de volta para a fé católica majoritária. A regra dos humiliati proibia juramentos vãos e utilizar o nome de Deus em vão, permitia a pobreza voluntária e o matrimônio, estabelecia parâmetros para os exercícios da fé e aprovava a solidariedade que já existia entre os membros do grupo. Mais rara foi a autorização para que eles se reunissem aos domingos para ouvirem as palavras de um irmão "de comprovada fé e prudente piedade" sob a condição de que eles não discutissem entre si artigos de fé e nem os sacramentos. Apesar de alguns valdenses terem de fato retornado para o catolicismo, a maioria não o fez.
A "Chronicon Urspergense" menciona que os humiliati eram uma das duas seitas valdenses e que um decreto promulgado em 1184 pelo papa Lúcio III no Concílio de Verona contra todos os hereges condenou tanto os "Pobres de Lyon" quanto "aqueles que se atribuem falsamente o nome de humiliati". Apesar de sua ortodoxia, os humiliati sempre carregaram a mácula da suspeita.
Apesar disto, a ordem cresceu rapidamente e vários membros foram declarados santos e beatos. Era também bastante comum que os membros formassem relações comerciais com a população e assumissem importantes papéis em todas as comunidades onde estavam presentes. Duas novas ramificações surgiram nessa época, uma ordem segunda feminina e uma ordem terceira composta por sacerdotes. Esta última, uma vez formada, reivindicou precedência sobre as demais e, seguindo o modelo das ordens mendicantes (como os dominicanos e os franciscanos), passou a se auto-denominar "primeira ordem". Nesta época, o hábito que usavam passou a ser branco ao invés do cinza.

## Declínio e supressão
Por conta da riqueza acumulada e das limitações impostas ao número de membros admitidos (numa época havia apenas 170 membros em 94 mosteiros), os humiliati foram acusados de relaxar os ditames de sua regra e, principalmente, de cometerem sérios abusos. São Carlos Borromeu, arcebispo de Milão, foi encarregado pelo papa Pio V de resolver a situação. O rigor com o qual ele cumpriu sua missão gerou uma feroz oposição entre uma minoria dos membros e um deles, Girolamo Donati, dito Farina, tentou assassiná-lo. O evento levou à execução dos principais líderes da revolta pelas autoridades civis e à supressão da ordem por uma bula de Pio V em 8 de fevereiro de 1571. Todas as posses dos humiliati foram entregues a outras ordens, incluindo os barnabitas e os jesuítas, ou doadas para os pobres.

## Ordem feminina
As esposas dos primeiros humiliati, que eram de algumas das principais famílias de Milão, também fundaram uma comunidade sob o comando de Clara Blassoni. Esta ordem se tornou tão popular que se fez necessária a fundação de um segundo convento, cujos membros se dedicaram ao cuidado dos leprosos de um hospital vizinho. Por conta disto, elas passaram a ser conhecidas como "Hospitalárias da Observância". O número de mosteiros da ordem cresceu rapidamente, mas a supressão do ramo masculino, que cuidava dos assuntos temporais para as freiras, foi um golpe devastador; muitos conventos foram fechados apesar de o ramo feminino não ter sido afetado pela bula papal. As freiram recitavam a liturgia das horas, realizavam jejuns rigorosos e se dedicavam a outras práticas penitenciais severas, como a "disciplina" (auto-flagelação). Algumas mantiveram o uso do breviário da ordem e outras adotaram o Breviário Romano. O hábito que utilizavam era um robe e um escapulário branco sobre uma túnica cinza, um véu (geralmente branco, mas também preto). As irmãs leigas, que mantiveram o nome de Barettini, vestiam cinza.
No início do século XX ainda havia na Itália cinco conventos independentes de freiras humiliati.